# Гильдебрандт, Фридрих
Фридрих Карл Генрих Август Гильдебрандт (нем. Friedrich Karl Heinrich August Hildebrandt, 19 сентября 1898—5 ноября 1948) — немецкий партийный деятель НСДАП, гауляйтер (1925—1945), обергруппенфюрер СС (30 января 1942).

## Биография

### Ранние годы
Сын директора фабрики, брат Рихарда Гильдебрандта и Эрнста Гильдебрандта.
Посещал народную школу в Бенцине под Любцем, в Гросс-Любене и Легде. Был сельскохозяйственным рабочим, работал на железной дороге. В ноябре 1916 г. вступил добровольцем в 24-й резервный пехотный полк, участвовал в боях на Западном фронте. В январе 1919 г. демобилизован. Оба его брата также участвовали в боях на Западном фронте и позже также стали высокопоставленными нацистскими функционерами. После демобилизации вернулся на родину, вступил в Добровольческий корпус Брандиса. Участвовал в составе корпуса в боях в Силезии и Прибалтике. 6 июля 1919 г. попал в плен в Риге, вскоре был освобождён. В январе-июне 1920 г. служил в полиции в Галле. После этого работал сельскохозяйственным рабочим, садовником. В 1921—1922 гг. председатель окружной группы Вестпригниц Бранденбургского союза сельскохозяйственных рабочих. В 1924—1926 гг. депутат ландтага Мекленбург-Шверина от Германской народной партии свободы.

### Карьера в НСДАП
В 1925 году вступил в НСДАП (билет № 3 653). С 1925 по 1930 и с 1931 по 1945 годы гауляйтер Мекленбурга и Любека. С 1930 года депутат рейхстага. С 1933 года имперский штаттгальтер Мекленбург-Шверина, Мекленбург-Штрелица и Любека. В 1934 году вступил в СС (билет № 128 802). Издавал газеты «Der Niederdeutsche Beobachter», «Lübecker Beobachter» и «Strelitzer Beobachter». С сентября 1939 года рейхскомиссар обороны II округа. С ноября 1942 года рейхскомиссар обороны Мекленбурга. В мае 1945 года был арестован американскими войсками. На проходившем в Дахау в марте-апреле 1947 года процессе Американского военного трибунала признан виновным в казнях американских лётчиков и приговорён к смертной казни. Повешен.

## Награды
- Железный крест (1914) 2-го и 1-го класса.
- Шеврон старого бойца
- Рыцарский крест Креста военных заслуг с мечами
- Знак за ранение (в серебре) (1918)
- Почётный крест ветерана войны с мечами
- Орден немецкого орла 1-й степени с мечами
- Орден немецкого орла 2-й степени с мечами
- Медаль "В память 1-го октября 1938 года"
- Медаль "В память 13-го марта 1938 года"
- Германская руна СС в бронзе
- Орден крови
- Крест военных заслуг 1-й степени с мечами
- Крест военных заслуг 2-й степени с мечами
- Нагрудный знак «За участие в общих штурмовых атаках»
- Пряжка к Железному кресту
- Золотой партийный знак НСДАП
- Медаль За выслугу лет в СС 2-й степени
- Медаль За выслугу лет в НСДАП в бронзе, серебре и золоте
- Кольцо «Мёртвая голова»
- Почётный кинжал Рейхсфюрера СС
- Почётная сабля Рейхсфюрера СС